# 海岛轮环藤
海岛轮环藤（学名：Cyclea insularis sp. insularis）为防己科轮环藤属下的一个亚种。

## 扩展阅读
- 維基物種上的相關：海岛轮环藤